# Mia Boissevain

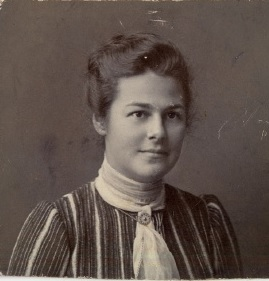
Mia Boissevain

Maria Mia Boissevain (* 8. April 1878 in Amsterdam; † 8. März 1959 in London) war eine niederländische Zoologin und Feministin. Sie war aktiv im Kampf um das Frauenwahlrecht.

## Leben
Mia Boissevain wurde am 8. April 1878 in Amsterdam geboren. Sie war die Tochter des Reeders Jan Boissevain (1836–1904) und der Petronella Gerharda Johanna Brugmans (1838–1905). Mia Boissevain war das jüngste von neun Kindern einer wohlhabenden Kaufmannsfamilie. Ihre Mutter war die Tochter des renommierten Juristen Anthony Brugmans und ihr Vater war Schiffseigner und hatte Positionen in verschiedenen Vorständen inne. Die Familie lebte in einem Herrenhaus am Kloveniersburgwal zwischen den Universitätsgebäuden. Im Sommer zog die Familie in ein gemietetes Haus nach Haarlem, wo die Kinder gerne draußen spielten. Mia Boissevain besuchte die Mädchensekundarschule in der Biegung der Herengracht, auch bekannt als „Goldene Mädchenschule“ ab 1889 und machte 1894 dort ihren Abschluss.

### Zoologie
Danach belegte sie einige Kurse, wusste jedoch nicht, was sie wirklich machen wollte. Nachdem sie zusammen mit ihrer Schwester Anna Maria eine Botanikvorlesung von Professor Hugo de Vries besucht hatte, änderte sich dies und ihr Interesse an der Botanik war geweckt. Nach einigen Wochen, in denen die den Vorbereitungsunterricht besucht hatte, erlaubten ihre Eltern ihr 1896 dein Studium der Naturwissenschaften an der Universiteit van Amsterdam aufzunehmen. An der Universität von Amsterdam studierte Boissevain Zoologie unter anderem bei Professor Max Wilhelm Carl Weber. Da ihr sein Unterricht am besten gefiel, beschloss sie, sich auf diesen Bereich zu spezialisieren. Sie zog nach ihrem Abschluss nach Zürich, dort forschte sie im Rahmen ihrer Doktorarbeit über Dentalium entalis. Dabei handelt es sich um eine spezielle Art von Meereswurm mit glatter Schale, der sogenannte Elefantenzahn. Sie promovierte mit dieser Forschungsarbeit, als sie 25 Jahre alt war. Danach kehrte sie in die Niederlande zurück und arbeitete als Kuratorin im Artis-Museum. In dieser Zeit veröffentlichte sie einen Artikel über mehrere Elefantenzähne, die während einer Expedition in den Gewässern des damaligen Niederländisch-Indien gefunden worden waren. Eine dieser Muscheln wurde nach ihr benannt: Dentalium entalis var. indicum Boissevain. Mit ihrem Bruder Matthijs ging Mia Boissevain 1908 für ein Jahr zum Forschen nach München. Boissevain setzte ihre botanische und zoologische Forschung bis 1915 fort. Dies vermutlich unbezahlt und ohne offizielle Position, ihr Interesse an diesem Gebiet blieb auch danach bestehen.

### Frauenbewegung
In Zürich kam Mia Boissevain in Kontakt zu anderen ausländischen Studierenden, die sich für Frauenthemen interessierten. Sie besuchte nach ihrer Rückkehr 1905 in die Niederlande Aletta Jacobs, um mit ihr über Frauenemanzipation in den Niederlanden zu sprechen. Als die Vereinigung für Frauenstimmrecht im Jahr 1908 ihren dritten internationalen Kongress für das Frauenstimmrecht organisierte, wurde Mia Boissevvain von Jacobs gebeten, bei den Vorbereitungen zu helfen. Dabei lernte sie zwei Pionierinnen der Frauenbewegung Wilhelmina Drucker und Johanna Naber kennen. Boissevain war von den Reden beeindruckt und begeisterte sich für die Frage des Frauenwahlrechtes. Mit Rosa Manus, die sie noch aus der Schulzeit kannte und hier wiedergetroffen hatte, gründete sie die Propagandakommission der Vereinigung für das Frauenstimmrecht und war bis 1912 Vorsitzende dieses Komitees. Als die Frau ihres Bruders Walrave 1910 starb, zog Mia zu ihm, um bei der Erziehung seiner beiden Söhne zu helfen. 1913 heiratete er erneut, woraufhin Mia in ein Haus in De Bilt zog.

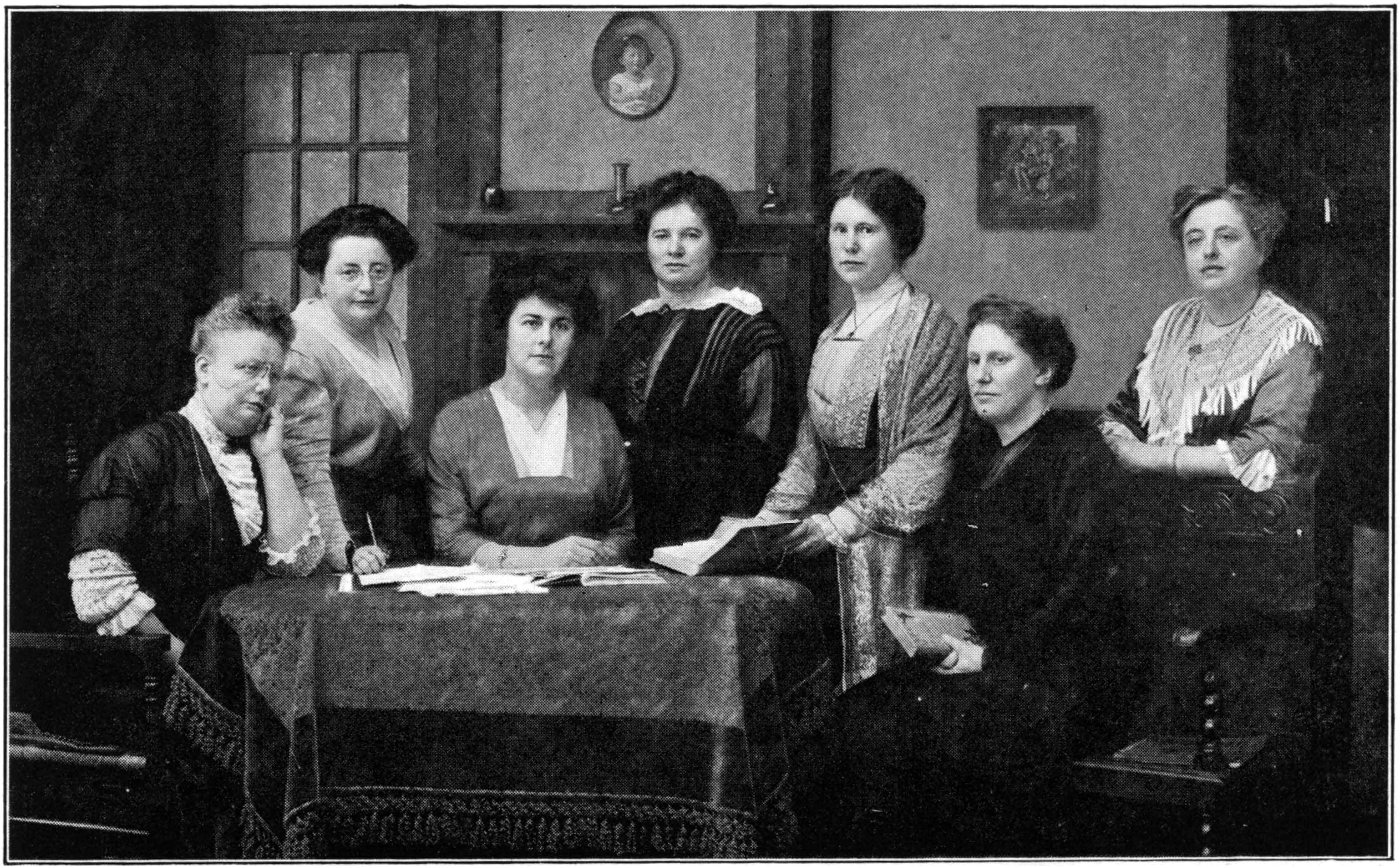
Vorstandsmitglieder der Ausstellung „De Vrouw 1813–1913“

In der Vereinigung für das Frauenstimmrecht nahm Boissevain inzwischen eine zentrale Rolle ein. Sie reiste Mitte 1911 mit Aletta Jacobs und Rosa Manus zum Internationalen Kongress der Weltföderation für das Frauenwahlrecht nach Stockholm. Mia Boissevain und Rosa Manus schlugen 1912 vor, eine Ausstellung über die veränderte Stellung der Frau zwischen 1813 und 1913 zu organisieren. Boissevains Idee war, diese Feier anlässlich der Feier zum hundertjährigen Jubiläum der Unabhängigkeit der Niederlande nach der französischen Besatzung stattfinden zu lassen. Die Ausstellung De Vrouw 1813–1913 fand 1913 statt und Boissevain hielt die Eröffnungsrede als Vorsitzende des Ausstellungsvorstandes.

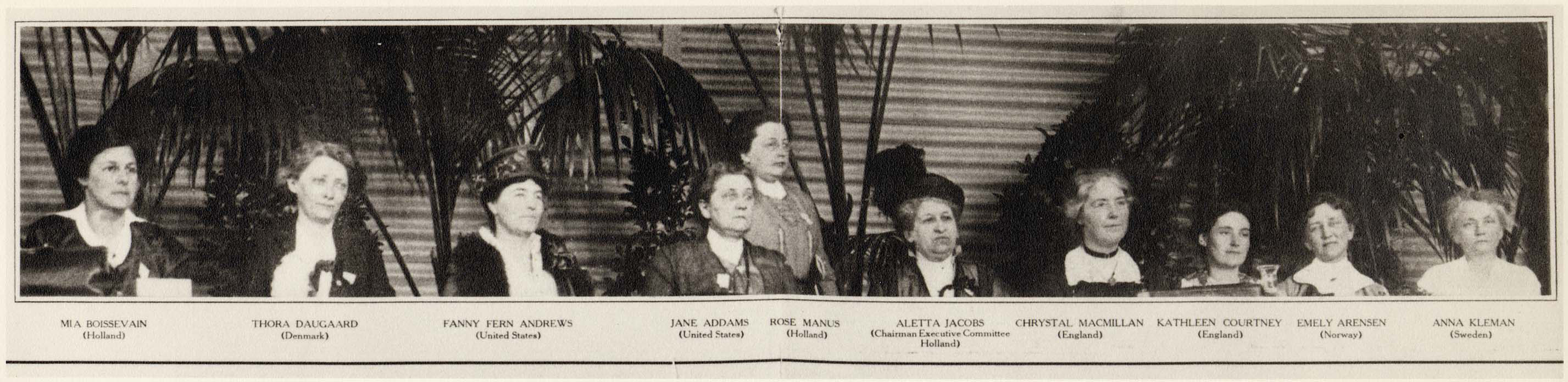
Funktionärinnen des Internationalen Frauenkongresses für einen dauerhaften Frieden, 1915

Mia Boissevain reiste im Frühjahr 1914 nach London. Zu dem Zeitpunkt war die Frauenwahlrechtsbewegung auf ihrem Höhepunkt und die radikalen Suffragetten sorgten für große Unruhe. Dazu schrieb Boissevain „Ich bin überzeugt, dass der wahre Kern ein Kampf um die geistige Gleichberechtigung der Frauen war, ein Kampf, der bewusst oder unbewusst von allen Frauen geführt wird“. Kurz bevor dann der Erste Weltkrieg ausbrach, reiste sie in die Schweiz und besuchte einen ihrer Brüder und seine Familie in Genf. Danach kehrte sie in die Niederlande zurück und engagierte sich in Amsterdam in verschiedenen Komitees. So halfen diese den Familien mobilisierter Soldaten und flämischen Flüchtlingen. 1915 war sie Mitorganisatorin des Internationalen Frauenkongresses, der in Den Haag stattfand. In dem Jahr schrieb sie auch das Buch „Een Amsterdamsche familie“, in dem sie ihre Jugend, ihre Vorfahren und ihr bisheriges Leben beschrieb.
Über ihr weiteres Leben ist wenig bekannt. Sie zog nach 1915 nach Großbritannien und adoptierte zwei englische Mädchen. Mit diesen Töchtern lebte sie von etwa 1925 bis 1928 in der Schweiz und danach mehrere Jahre in den Niederlanden. Ab den späten 1930er Jahren lebte Mia Boissevain in London, wo sie am 8. Mai 1959 im Alter von achtzig Jahren starb.